# 町田豊
町田 豊（まちだ ゆたか、1952年6月11日 - ）は、日本の実業家。群馬県出身。

## 概要
1975年、関東学院大学工学部を卒業し、同年3月大和設備工事へ入社。2009年6月ヤマト取締役就任、2011年3月ヤマト常務執行役員就任。2013年6月ヤマト専務取締役就任、2015年6月ヤマト副社長就任、2016年6月株式会社ヤマト代表取締役社長就任。同年12月、株式会社サイエイヤマト代表取締役社長も兼任。2017年5月株式会社埼玉ヤマト代表取締役社長を兼任。社長就任後、高砂熱学工業との業務及び資本提携に成功する。